# Sonoraanse Dynastie
De Sonoraanse Dynastie, de Sonoraanse Familie of de Sonoraanse Driehoek is de naam die gegeven wordt aan de Mexicaanse presidenten tussen 1920 en 1928. Zij waren allen afkomstig uit de noordelijke staat Sonora. Tijdens hun bewind werd de Mexicaanse Revolutie definitief gekalmeerd en werd de basis gelegd voor de Institutionele Revolutie.
De presidenten van de Sonoraanse Dynastie waren:
- 1920: Adolfo de la Huerta (interim)
- 1920-1924: Álvaro Obregón
- 1924-1928: Plutarco Elías Calles

De periode na de Sonoraanse Dynastie wordt het Maximato genoemd. De presidenten die toen regeerden waren marionetten van Calles.